# Lorentzeva transformacija
Lorentzeva transformácija [lórenceva ~] je kot linearna transformacija v fiziki predpis, ki ohranja prostorskočasovni razmik med dvema dogodkoma v prostoru Minkowskega in pri tem pušča izhodišče nepomično. Transformacija opisuje kako so pri meritvah opazovalcev v različnih inercialnih opazovalnih sistemih povezane prostorske in časovne koordinate.
Transformacije je Poincaré leta 1905 imenoval po nizozemskem fiziku Hendriku Antoonu Lorentzu. So temelj Einsteinove splošne teorije relativnosti. Lorentzeve transformacije pripomorejo k zmanjšanju protislovij med pojavi v elektriki in magnetizmu ter pojavi v klasični mehaniki. Uvedla sta jih Joseph Larmor leta 1897 in Lorentz v letih med 1899 in 1904. Einstein jih je leta 1905 izpeljal pod predpostavko Lorentzeve kovariantnosti in nespremenljivosti hitrosti svetlobe v poljubnem inercialnem opazovalnem sistemu. Woldemar Voigt je leta 1887 objavil transformacije v malo drugačni obliki:
{\displaystyle t'=t-{\frac {vx}{c^{2}}},\;\;x'=x-vt,\;\;y'={\frac {y}{\gamma }},\;\;z'={\frac {z}{\gamma }}\!\,.}
Z njimi je pokazal, da so Maxwellove enačbe invariantne. Transformacije je uporabil pri napovedi Dopplerjevih pojavov za gibajoče zvokovne in svetlobne vire. Voigtove enačbe imajo spremembo dolžine tudi v prečnih smereh in višji faktor podaljšanja časa {\displaystyle \gamma ^{2}}. Lorentz je menil, da so Voigtove transformacije enakovredne njegovim, ni pa videl kako pomembne so.
Lorentz je objavil končno obliko tranformacij dvakrat, leta 1899 in 1904. Razvoju transformacij je botroval negativen rezultat Michelson-Morleyjevega poskusa.
Lorentzeve transformacije za prehod iz nepospešenega opazovalnega sistema {\displaystyle S} v nepospešeni opazovalni sistem {\displaystyle S'} so:
{\displaystyle x'_{i}=\lambda _{ik}x_{k}\;\qquad (i,k=0,1,2,3)\!\,,}
kjer je:
{\displaystyle \lambda _{ik}={\begin{bmatrix}\gamma &-\beta _{0}\gamma &0&0\\-\beta _{0}\gamma &\gamma &0&0\\0&0&1&0\\0&0&0&1\end{bmatrix}}\equiv {\begin{bmatrix}{\frac {e^{\phi }}{1+\beta _{0}}}&-{\frac {e^{\phi }\beta _{0}}{1+\beta _{0}}}&0&0\\-{\frac {e^{\phi }\beta _{0}}{1+\beta _{0}}}&{\frac {e^{\phi }}{1+\beta _{0}}}&0&0\\0&0&1&0\\0&0&0&1\end{bmatrix}}\!\,.}
Za opazovalni sistem {\displaystyle S'} velja:
{\displaystyle t'=\gamma (t-{\frac {v_{0}}{c^{2}}}x)=\gamma (t-{\frac {\beta _{0}}{c}}x)\,\!}
{\displaystyle x'=\gamma (x-v_{0}t)=\gamma (x-c\beta _{0}t)\,\!}
{\displaystyle y'=y\,\!}
{\displaystyle z'=z\,\!}
Pri tem se koordinatni osi {\displaystyle x} in {\displaystyle x'} obeh sistemov pokrivata, osi {\displaystyle y} in {\displaystyle y'} ter {\displaystyle z} in {\displaystyle z'} sta vzporedni, izhodišči obeh sistemov pa se pokrijeta v trenutku {\displaystyle t=t'=0}. V takšnih primerih sta opazovalna sistema v standardni konfiguraciji. Tu je po dogovoru {\displaystyle \gamma =1/{\sqrt {1-\beta _{0}^{2}}}} Lorentzev faktor (označen tudi {\displaystyle \beta } ali {\displaystyle \gamma _{0}}) in {\displaystyle \beta _{0}=v_{0}/c} relativistična beta (označena tudi kar {\displaystyle \beta }). {\displaystyle v_{o}} je konstantna hitrost, s katero se izhodišče {\displaystyle O'} opazovalnega sistema {\displaystyle S'} giblje po osi {\displaystyle x} v opazovalnem sistemu {\displaystyle S}. Lorentzeva transformacija v tej obliki se imenuje »potisk« (angleško boost) v smeri x. Velikokrat zapišejo Lorentzeve transformacije s parametrom φ - rapidnostjo ali hiperboličnim parametrom, določenim kot:
{\displaystyle e^{\phi }=\gamma \left(1+{\frac {v_{0}}{c}}\right)=\gamma \left(1+\beta _{0}\right)={\frac {c+v}{\sqrt {c^{2}-v^{2}}}}\!\,.}
Lorentzeve transformacije za opazovalni sistem S so potem:
{\displaystyle ct-x=e^{\phi }(ct'-x')\ ,}
{\displaystyle ct+x=e^{-\phi }(ct'+x')\ ,}
{\displaystyle y=y'\ ,}
{\displaystyle z=z'\ .}